# Bala
|  | Aquest article tracta sobre el projectil per a armes. Vegeu-ne altres significats a «Bala (desambiguació)». |

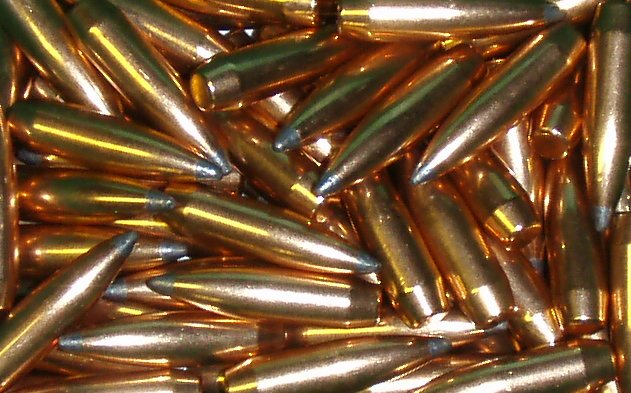
Bales de plom amb coberta parcial de coure i punta tova.

Una bala és un projectil disparat amb una arma de foc, com ara una pistola o fusell. Estan fets de diversos materials, com ara coure, plom, acer, polímer, cautxú i fins i tot cera; i es fan en diverses formes i construccions (segons les aplicacions previstes), incloses funcions especialitzades com ara caça, tir a la diana, entrenament i combat. Les bales sovint són afilades, fent-les més aerodinàmiques. La mida de la bala s'expressa pel pes i el diàmetre (anomenat "calibre") tant en sistemes de mesura imperial com mètric. Les bales no acostumen a portar càrrega explosiva, ja que causen dany mitjançant l'impacte i la penetració del projectil massís.
Sebastián de Covarrubias, lexicògraf del rei Felip II, dona l'etimologia probable, del verb grec ballo ('llançar'). En un primer moment, la definició d'aquesta veu era precisa, dient projectil, que té dues condicions essencials, ser sòlid o massís i de figura esfèrica, la qual identifica l'element llançat amb armes com catapultes i canons. A mitjan segle xix, la bala ja no conservava cap dels seus antics caràcters en adoptar formes diferents de l'esfèrica. Avui presenta forma generalment allargada acabada en una punta cònica o semiesfèrica. El mot "bales" s'acostuma a utilitzar per a referir-se a als cartutxs en general, però aquests estan formats per la bala pròpiament, la beina la pólvora i la càpsula fulminant.

## Història

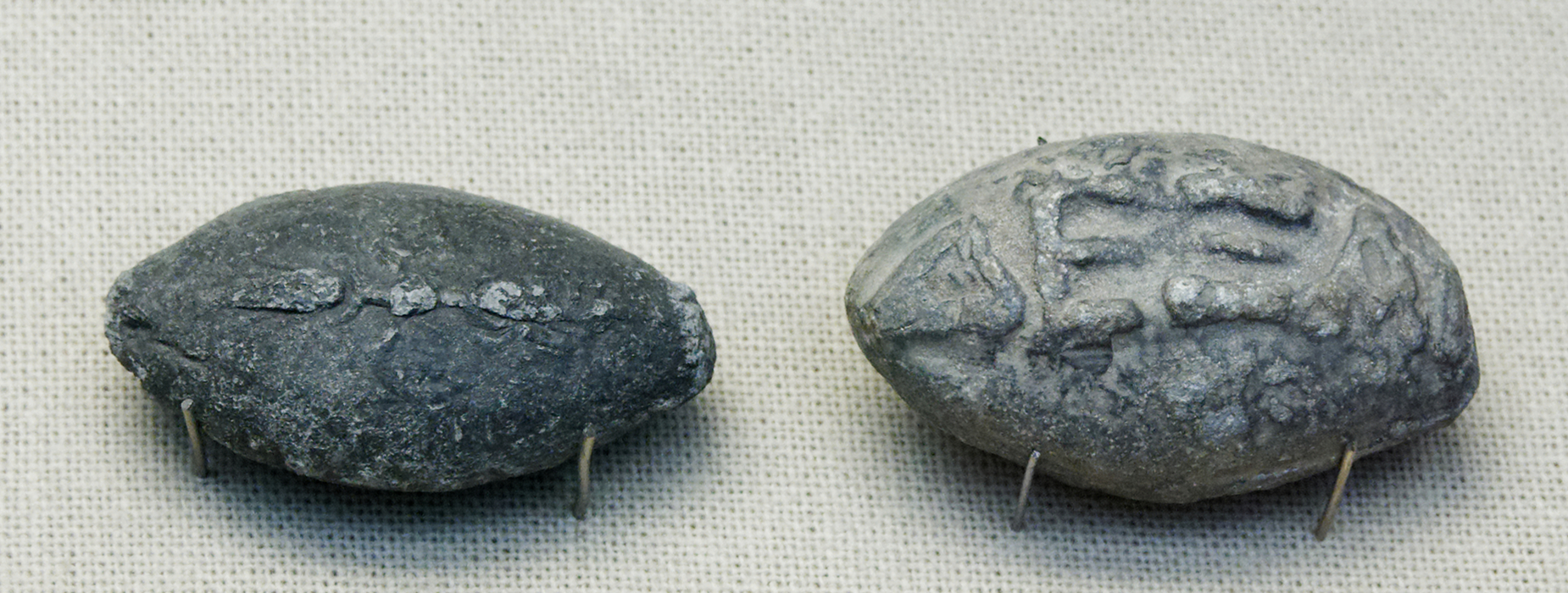
Bales de fona provinents d'Atenes, del, amb 2 gravats: un llamp i la inscripció "Entoma això" a l'altre cantó.

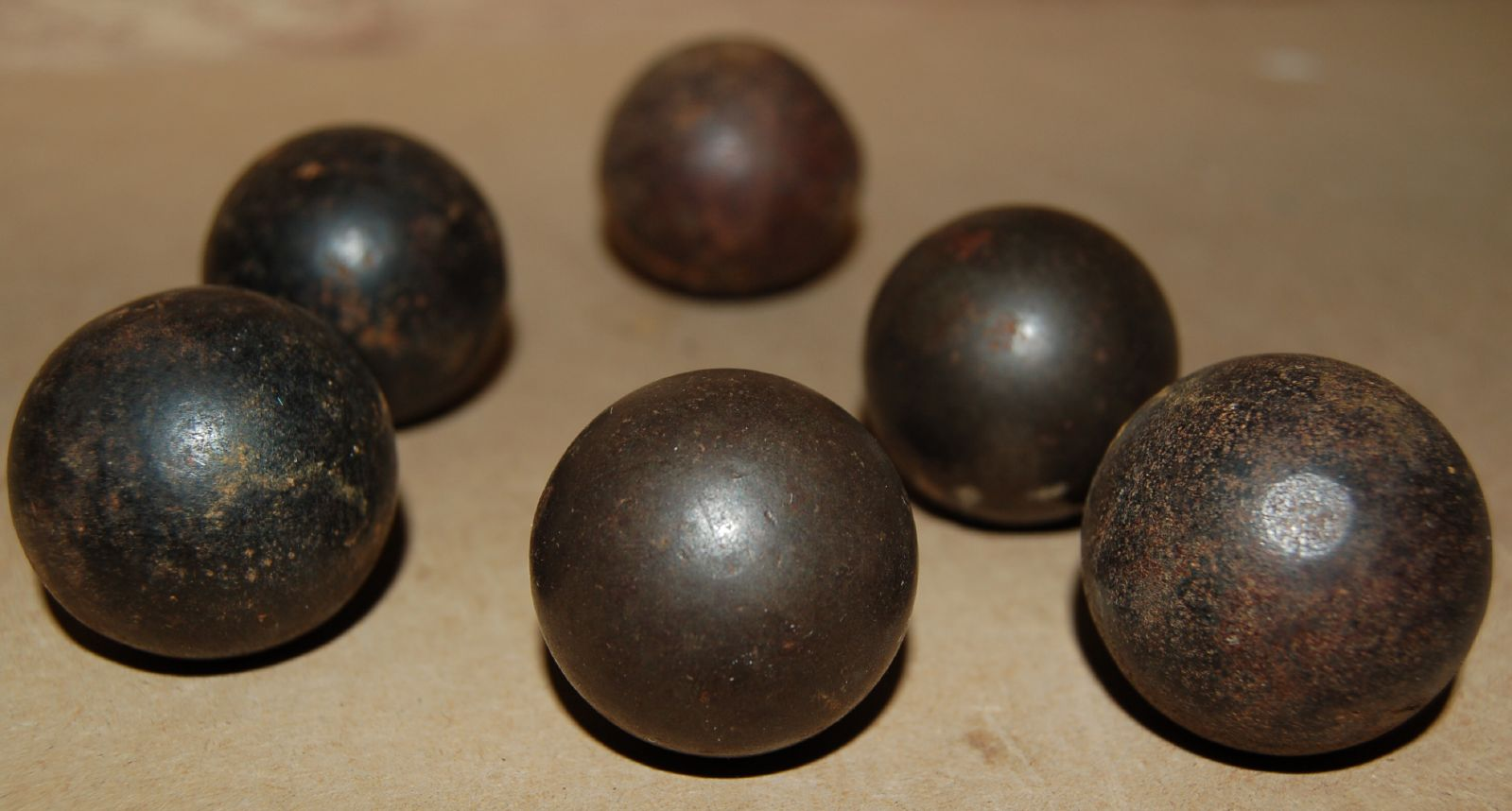
Bales de mosquet.

La història de les bales és anterior a la de les armes de foc. Originalment, s'utilitzaven amb fones i estaven realitzades sobretot amb pedra, tot i que també n'hi havia de metàl·liques. Eren utilitzades sobretot per a la cacera. Les bales quadrades tenen orígens que són gairebé anteriors a la civilització i es feien servir en fones. En general, estaven fets de coure o plom. L'ús més notable dels dissenys de bales quadrades va ser per part de James Puckle i Kyle Tunis, els qui els van patentar, on es van usar breument en una versió de la pistola Puckle. El seu primer ús a l'era de la pólvora aviat es va suspendre a causa dels patrons de vol irregulars i impredictibles.
El primer arma veritable va evolucionar a la Xina a partir de la llança de foc (un tub de bambú que disparava metralla de porcellana) amb la invenció del canó de mà de metall al voltant de 1288, que la dinastia Yuan va usar per guanyar una victòria decisiva contra els rebels mongols. El canó d'artilleria va aparèixer el 1326 i el canó de mà europeu el 1364. Els primers projectils estaven fets de pedra. Eventualment, es va descobrir que la pedra no penetrava en les fortificacions de pedra, cosa que va conduir a l'ús de materials més densos com a projectils. Els projectils de canó de mà es van desenvolupar de manera semblant. La primera instància registrada d'una bola de metall d'un canó de mà que penetra una armadura va ser el 1425. El tir recuperat del naufragi del Mary Rose (enfonsat el 1545, aixecat el 1982) són de diferents mides, sent uns de pedra i uns altres de fosa.
El desenvolupament de l'arcabús de metxa i colobrina de mà va portar amb si l'ús de la fosa boles de plom com a projectils. La bola de mosquet rodona original era més petita que el diàmetre interior del canó. Al principi es va carregar al canó descansant sobre la pólvora. Més tard, es va utilitzar algun tipus de material com la guata entre la bola i la pólvora, així com sobre la bola per mantenir-la al seu lloc, va mantenir la bala fermament al canó i contra la pólvora. (Les bales que no es col·loquen fermament sobre la pólvora corren el risc d'explotar el canó, amb la condició coneguda com a "arrencada curta").
Per tant, la càrrega dels mosquets era fàcil amb els vells mosquets militars d'ànima llisa Brown Bess i similars. El rifle original d'avancàrrega, però, es carregava amb un tros de cuir o tela embolicat al voltant de la bala, per permetre que la bala encaixés a les ranures del canó. Carregar va ser una mica més difícil, particularment quan l'orifici del canó estava brut per trets anteriors. Per aquesta raó, i pel fet que els rifles no solien equipar-se amb baionetes, els primers rifles poques vegades s'usaven amb fins militars, en comparació dels mosquets.
Amb el desenvolupament de les armes de foc va ser evident que els projectils esfèrics semblants als de les fones serien els més útils, ja que permetien situar-los davant la càrrega de pólvora dins al canó i sortir disparats amb els gasos de l'explosió un cop disparada l'arma. A mesura que les armes de foc esdevenien més avançades tecnològicament, entre els segles xvi i xviii, les bales van evolucionar poc; van mantenir el disseny bàsic de projectil esfèric de plom.

### Bales punxegudes
Les primeres bales còniques o punxegudes van ser dissenyades l'any 1823 pel capità John Norton de l'Exèrcit britànic. El seu disseny tenia una cavitat a la base que permetia que els gasos de combustió de la pólvora impulsessin la bala pel canó. Tot i la innovació l'ús d'aquest nou disseny va ser descartat. Hi va haver un canvi clar en la forma i funció de la bala durant la primera meitat del segle xix. En 1826, Henri-Gustave Delvigne, un oficial d'infanteria francès, va inventar una recambra amb espatlles abruptes en què es va estavellar una bala esfèrica fins que va atrapar les ranures estriades. El mètode de Delvigne, però, va deformar la bala i va ser inexacte.
El reconegut armer anglès William Greener va inventar una nova bala l'any 1836, semblant al model de Norton tenia un tacó de fusta dins la base de la bala, que amb els gasos de la pólvora s'expandia, forçant-se la sortida i gir, fent-ne una bala més fiable. Tot i això es va considerar un disseny massa complex (per tenir 2 parts) i tampoc va ser adoptat per a la seva producció pels arsenals militars.

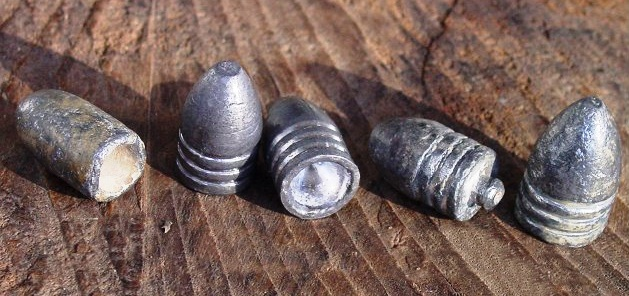
Munició tipus bola de Minié

Les bales de plom tipus Minié van ser dissenyades pel capità de l'exèrcit francès Claude Étienne Minié (1814? – 1879). Era quasi idèntica a la bala de Greener, però amb un tascó de ferro a la base (en comptes de fusta). Això permetia que al disparar-se la bala de plom s'expandís i girés amb l'ànima estriada. L'any 1855, els anglesos van adaptar aquest disseny per als seus fusells Enfield model 1853. Les bales Minié van ser utilitzades àmpliament per primer cop durant la Guerra Civil Americana, pràcticament el 90% de les baixes en combat foren causades per aquest tipus de bala. El mateix any, un destacament del 1r Regiment de Cavalleria (Estats Units) (1r Dragons dels EUA), mentre patrullava, va intercanviar bales de plom per or amb els indis Pima al llarg de la frontera entre Califòrnia i Arizona. Aubry confirma l'ús de bales d'or per part dels indis en un viatge pel centre d'Arizona: Els indis usen bales d'or per a les seves armes. N'hi ha de diferents mides i cada indi té una bossa d'ells. Vam veure un indi carregar la seva arma amb una bala d'or gran i tres petites per disparar a un conill.
A partir del 1862 W. E. Metford va dur a terme experiments exhaustius amb diversos dissenys de bales i canons estriats. Això el portà a determinar que era millor un estriatge menys profund del canó combinat amb una bala més dura. Això es portà a terme el 1888 amb el fusell Lee-Metfor (predecessor del conegut fusell Lee-Enfield) combinat amb el cartutx .303 (7.70mm), Mark I, adoptat massivament per l'exèrcit anglès.

### La bala moderna

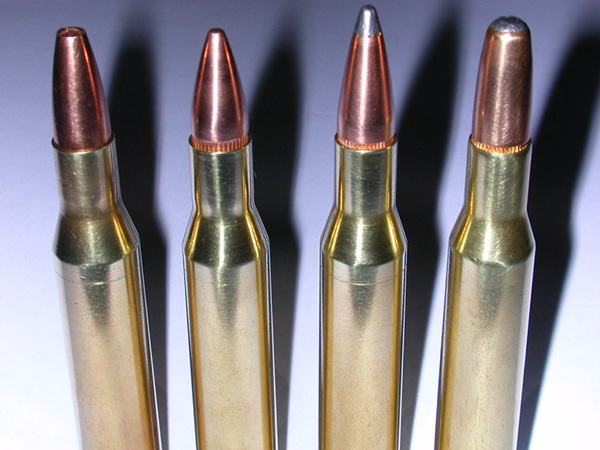
Cartutxos de calibre .270 Winchester amb diversos tipus de bala, d'esquerra a dreta:
De punta buida,
amb coberta de coure,
De punta tova,
amb punta arrodonida.

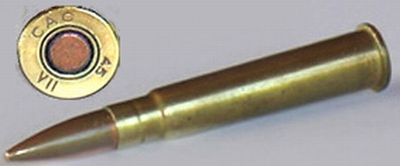
Cartutx de calibre .303 British (7.7 mm), amb coberta de coure.

La nova evolució important s'esdevingué el 1883 quan Major Rubin, un tècnic i científic suís, va desenvolupar la bala amb coberta de coure; la qual contenia, plom al seu interior i una coberta resistent de coure. Això suposà un gran avenç, ja que les bales fabricades només amb plom es podien fondre a causa de la fricció i la temperatura dels gasos produïts per la pólvora. Gràcies al fet que el coure té un punt de fusió més alt i és més dur les bales amb coberta de coure permeten major velocitat i, per tant, major potència i poder de parada.
Els descobriments fet a Europa sobre l'aerodinàmica portaren al disseny més afinat de la bala, que s'anomenà bala "Spitzer". Al començament del segle XX la majoria d'exèrcits del món van començar a utilitzar aquest tipus de munició, que permetia més potència, precisió i abast de les armes de foc. L'ús d'aquestes bales amb noves armes com els models modern de fusell (per exemple el Mosin-Nagant) i els primers models de metralladora, va canviar el camps de batalla terrestres.

## Disseny

Un cartutx modern consta de les següents parts:
1. la bala, que n'és el projectil;
2. la beina, que conté i manté junts tots els components;
3. el propel·lent, per exemple pólvora o cordita;
4. la vora del cartutx;
5. la càpsula fulminant, que encén el propel·lent.

El disseny d'una bala ha d'ajustar-se prou al canó per perquè els gasos del propel·lent no hi passin restant impuls a la bala. Per altra banda s'ha d'ajustar a les estries del canó sense tenir un fregament massa elevat, ja que això alentiria el projectil i danyaria l'ànima del canó. Per tant, cal que les bales tinguin unes proporcions molt estandarditzades i ben dissenyades. Un cop disparada la bala gira sobre si mateixa gràcies al relleu de les estries de l'ànima del canó impulsada pels gasos del propel·lent. Això li permet que, un cop fora del canó, tingui un vol estabilitzat permetent un abast més llarg i precisió.

## Disciplines de competició
El Tir als Jocs Olímpics (a l'edició de Tòquio 2020) va incloure quinze proves de medalles, que cobreixen set disciplines. Els esdeveniments es reparteixen uniformement entre rifle, pistola i escopeta amb cinc esdeveniments cadascun. Es van introduir tres esdeveniments de parelles mixtes per garantir l'equitat de gènere entre els esdeveniments masculins i femenins. Van substituir 50M Prone Rifle, 50M Free Pistol i Double Trap, que eren tots esdeveniments només per a homes.
Rifle
- Rifle de 50 metres tres posicions (individual - homes i dones)
- Rifle d'aire comprimit de 10 metres (individual - homes i dones)
- Rifle d'aire comprimit de 10 metres (parells mixts)

Pistola
- Pistola de foc ràpid de 25 metres (individual - homes)
- Pistola esportiva de 25 metres (individual - dones)
- Pistola d'aire lliure de 10 metres (individual - homes i dones)
- Pistola d'aire de 10 metres (parells mixtes)

Escopeta
- Trampa (homes i dones)
- Skeet (individual - homes i dones)
- Skeet (parelles mixtes)

## Usos figuratius
La paraula bala és utilitzada tot sovint en diversos noms i expressions de forma figurativa, sovint fent referència a una gran velocitat. Alguns exemples són:
- El Tren Bala, en japonès Shinkansen (新幹線), és un tren d'alta velocitat.
- L'efecte bala o Bullet time en anglès, utilitzat en pel·lícules i videojocs. És un efecte visual en què s'alenteix el temps, permetent perspectives visuals de moviments molt ràpids, com per exemple la trajectòria de les bales.
- Home bala, en algunes actuacions de circ referit a una persona que fa de projectil d'un canó especialment preparat.
- La motocicleta de 350 cm³ de la marca Royal Enfield es ven a l'Índia amb el nom de Bala.

## Expressions relacionades
- Bala perduda o extraviada — Per a qui la rep al cos, no sembla que pugui estar perduda una bala ni tampoc el que la va llençar ha d'usar aquest adjectiu, com són de queixa com que no s'ha perdut la bala, ni de bon tros. És comú l'expressió va ser una bala perduda, en parlar d'un ferit per indicar que estava gairebé fora d'abast, que el foc era fluix o menyspreable; en fi, una inoportunitat, de la bala en anar a ferir-lo o del ferit en anar a posar-se a la trajectòria de la bala. L'adjectiu és una cosa burlesca.
- Bala en boca — Durant la laboriosa operació de la càrrega en els antics arcabussos i mosquets, el soldat guardava la bala a la boca, fins al moment d'introduir-la al canó. Molt després d'inventat el cartutx i de substituïda la metxa pel pedral, va quedar aquest modisme tècnic per expressar en les capitulacions, que se sortia de la plaça o lloc rendit, amb els honors de la guerra: el que es diu Amb Armes i Bagatges o més aviat, Tambor Batent i Banderes Desplegades.
- Bala rasa — Modisme antic per significar que l'artilleria disparava només amb bala i no amb metralla o granada.